# Joaquín Díaz González
Joaquín Díaz González (Zamora, 14 de mayo de 1947) es un músico y folclorista español, presidente titular honorífico de la Cátedra de Estudios sobre la Tradición en la Universidad de Valladolid y académico numerario de la Real Academia de Bellas Artes de la Purísima Concepción, con sede en Valladolid, de la que fue presidente.
Ha dedicado su vida a trabajos de interpretación, investigación y divulgación de la cultura tradicional y folklore que dio a conocer con la publicación de libros y grabación de discos cuyos temas versan sobre romances, canciones, dichos populares, cuentos legendarios y leyendas de difusión oral. Fue el creador del Centro Etnográfico de Urueña, proyecto que culminó en junio de 1994 con la Fundación Joaquín Díaz.

## Biografía y trayectoria profesional
Nació en la ciudad de Zamora y a los cuatro años su familia se trasladó a Valladolid, ciudad en la que realizó sus estudios de Bachillerato (ley de 1953) en el colegio de Nuestra Señora de Lourdes. Inició estudios universitarios en Filosofía y Derecho pero los abandonó sin concluir la carrera.
El ambiente familiar y su entorno fueron propicios para desarrollar su vocación por la música, sobre todo la música popular. En Sanabria tuvo ocasión de conectar con María Barrio, una mujer del pueblo que tenía en su haber un gran repertorio de canciones populares que despertaron en Joaquín Díaz un gran interés por el tema.
Desde muy joven participó en escolanías y otros grupos musicales y comenzó sus primeras actuaciones como solista en algunos medios de comunicación españoles. En 1963 a los 16 años, siendo estudiante de Preuniversitario, formó un grupo de canción folk. En 1965 con 18 años, estudiante en la Universidad de Navarra formó otro grupo también de canción folk. Por aquellos años y hasta 1976 dedicó sus esfuerzos al estudio y expansión de la cultura tradicional dando recitales y conferencias en algunas universidades de España, de América y de Europa, así como en teatros, ateneos y otras salas. En 1967 hizo un viaje a Estados Unidos actuando en las universidades de Harvard, Austin y Boston y años más tarde dio de nuevo conferencias y recitales en clubes como Troubadour (Los Ángeles) o Ash Grove (Los Ángeles). Su erudición fue premiada con el nombramiento de Ciudadano Honorario del Estado de Texas.
Entre 1971 y 1975 continuó viajando por Europa dando conferencias y recitales. En esos mismos años escribió sus dos primeros libros: Palabras ocultas en la canción folk y Música pop y música folk, este último en colaboración con el periodista José María Íñigo. A partir de esta fecha, Joaquín Díaz tomó la decisión de abandonar sus actuaciones en el mundo del espectáculo y dedicar sus esfuerzos a la investigación, estudio y difusión de la cultura tradicional.
Sus actuaciones como intérprete habían sido recibidas con agrado y con sorpresa pues no fue nunca una figura convencional: era él quien esperaba sentado en el escenario la llegada del público, cantaba y explicaba las canciones sobre el origen y evolución y el programa del día extraído de su repertorio que abarcaba unos quinientos temas, podía cambiar sobre la marcha si lo creía conveniente. 

No tiene ningún sentido el tinglado de abrirse el telón, salir y que te aplaudan sin ya haber actuado.
Joaquín Díaz

En esos recitales se acompañaba de la guitarra de seis y doce cuerdas, el banjo de cuatro, cinco y seis cuerdas, bandurria, contrabajo, ukelele, rabel, zanfona, cascabeles, botella de anís y demás instrumentos rudimentarios y populares.

### Trabajo de investigación y estudio
El trabajo de campo fue la base de toda la investigación realizada. Recorrió numerosos pueblos de Castilla y de León y, en contacto con sus habitantes —especialmente personas mayores— recogió, registró y recopiló todo un legado inexplorado e ignoto sobre la tradición y cultura populares. De este modo tuvo en su haber tanto las particularidades de las fiestas, danzas, ceremonias como refranes, romances, narraciones y canciones, incluso demostraciones artesanales. Toda una variedad de temas.
En 1980 fundó la Revista de Folklore. En 1982 se completó la obra en cinco volúmenes Catálogo folklórico de la provincia de Valladolid en colaboración con Luis Díaz Viana y José Delfín Val, obra que recoge romances, canciones, temas instrumentales —con predominio de la dulzaina—; un compendio de cultura tradicional que pudo rescatarse porque todavía se mantenía vivo en la memoria de las gentes. El Cancionero del Norte de Palencia y el Cancionero de Palencia fueron otros dos libros que vieron la luz en 1981 y 1982 con temas recopilados de música de tradición oral palentina.
Joaquín Díaz fue uno de los protagonistas del documental ¡FOLK! Una mirada a la música tradicional, candidato a los premios Goya 2019, donde explica, aparte de sus orígenes musicales, todo el movimiento acorde a la música tradicional castellana, acompañado de otros importantes músicos como Ringorrango, Mayalde o Candeal.
El romancero
La investigación y divulgación del romancero tradicional fue uno de los trabajos más intensos de Joaquín Díaz. Con relación al tema editó Temas del Romancero en Castilla y León (1980); Romances de Castilla y León (1981) en colaboración con Luis Díaz; El Duque de Marlborough en la tradición española (1982). Prototipos musicales y romancísticos (1985); Guía de Romances (1987); La música en los Romances (1991). Y tomando el tema desde la perspectiva musical grabó la colección de cinco volúmenes Cancionero de romances y la serie de cinco grabaciones Romances de allá y de acá (1987-1991), realización que hizo en colaboración con diversos artistas de países americanos y de Italia.
Literatura de cordel y romances de ciego. Otros temas literarios
Otra obra importante de estudio y recopilación fue lo referente a literatura de cordel y romances de ciego. En 1978 salió la grabación Romances de ciego; en 1992 editó Coplas de ciego. Antología y Pliegos de Cordel; en 1997 El ciego y sus coplas y Las ilustraciones en los pliegos de cordel.
Los cuentos y las leyendas tradicionales fueron recopilados en cinco libros y grabaciones tituladas Canciones y cuentos tradicionales (1984) y Cien temas infantiles (1997), un compendio de dos cajas con cinco discos cada una. También fueron objeto de estudio las piezas teatrales populares, adivinanzas, trabalenguas y demás expresiones del lenguaje del pueblo llano.
Temas sefardíes
Fueron motivo de estudio desde los años 60 del siglo XX cuando trabó contacto con las comunidades sefardíes de Los Ángeles. Los títulos de más impacto fueron Romanzas y cantigas sefardíes (1971); Temas sefardíes (1974); Sephardic Ballads Andalucía Love Songs (1985); Kantes Djudeo-Espanyoles (1986); Das Kölner Koncert (1992); El alma es dulce, canciones de los sefardíes (2001).
Otros temas de carácter popular
La indumentaria y los instrumentos musicales se dieron a conocer en distintas exposiciones y en publicaciones tituladas Estampas de trajes en Castilla y León (siglo XIX) (1986); Trajes y costumbres (1988); El traje en Valladolid según los grabadores del siglo XIX (1989); El traje en Andalucía. Estampas del siglo XIX (1995); Instrumentos populares, Instrumentos musicales en Castilla y León (1986); La castañuela tradicional (1994).
Adenda de publicaciones
- La memoria permanente. Reflexiones sobre la tradición (1992). Ensayo sobre la sociedad del tiempo del autor y los cambios surgidos.
- Comedio Yermo (1994), agrupación de artículos con el tema de los mundos rural y urbano, su acercamiento y alejamiento.
- La cárcel blanca. Retazos sobre la depresión (1996), consideraciones sobre la melancolía y la depresión.
- Temas didácticos de cultura tradicional, con más de veinte monografías que cubren los temas de teatro popular, arquitectura tradicional, la matanza del cerdo, las danzas de palos, los juegos de niños y mayores, papiroflexia, incluso rollos jurisdiccionales.
- La cultura oral, con grabaciones folclóricas de la provincia de Valladolid.

### Centro Castellano de Estudios Folklóricos

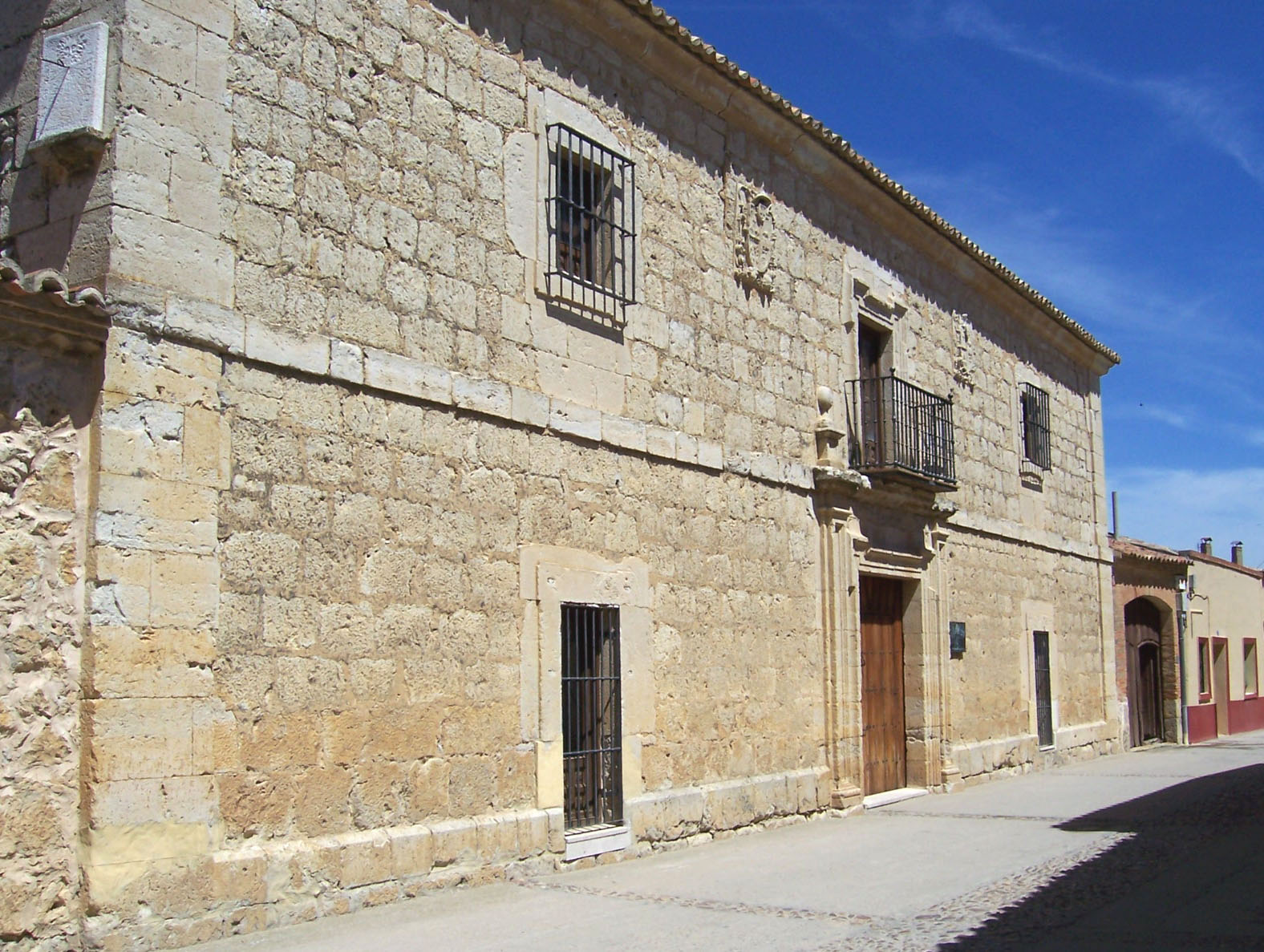
Fachada de la Casona de la Mayorazga donde se ubica el Centro Etnográfico.

Se fundó en 1981 en un espacio dentro de la Casa de Zorrilla de Valladolid y desde allí se celebraron cursos, conferencias, publicaciones y demás actos culturales. En 1985 nació el Centro Etnográfico de Documentaciones gracias a un compromiso entre la Diputación y Joaquín Díaz, cuya sede provisional de cinco años fue en unas dependencias compartidas con el Centro de Creación y Estudios Jorge Guillén, ubicadas en la calle de Santiago. Al cabo de los cinco años el Centro se trasladó a Urueña donde se había habilitado la Casona de la Mayorazga, edificio notable propiedad de la Diputación. La institución se inauguró el 22 de marzo de 1991 con el nombre de Centro Etnográfico Joaquín Díaz, añadiéndose después otros locales cercanos, uno de ellos sede del museo de campanas y otro como aula de arqueología. El Centro se transformó en Fundación cuyos patronos fueron en un principio Joaquín Díaz y la Diputación. Más tarde se unieron la Junta de Castilla y León, Universidad, Caja España y Ministerio de Educación y Cultura.

## Nombramientos
Además de los ya citados pueden considerarse importantes:
- Socio Honorario de la Sociedad Hispánica Sigma Delta Pi en 1978
- Doctor honoris causa por el Saint Olaf College, USA en 1985
- Doctor honoris causa por la Universidad de Valladolid en 2006
- Miembro del International Council for Traditional Music
- Miembro de la Galpin Society de Londres
- Medalla de Oro de la provincia otorgado por la Diputación de Valladolid, 2014[14]
- Premio Coello de Excelencia cultural 2018[15]
- Premio a toda una vida otorgado por la AIE (Artistas, Intérpretes y Ejecutantes de España), 2021[16]
- Llave de Oro de la SGAE por 50 años de pertenencia a la Sociedad, 2021[17]

## Documentales sobre su vida y obra
- El río que suena, reflejo del tiempo: Joaquín Diaz, escrita y dirigida por Inés Toharia Terán, El Grifilm Productions, 2015.
- Joaquín Díaz, palabras para el olvido, escrita y dirigida por Inés Toharia Terán. El Grifilm / TVE, 2016